# Piasecki X-49
Piasecki X-49 „SpeedHawk” – amerykański śmigłowiec eksperymentalny powstały na bazie konstrukcji Sikorsky SH-60 Seahawk. Maszyna jest demonstratorem technologii mającej umożliwić śmigłowcom osiągania dużych prędkości w locie poziomym oraz zwiększać ich pułap i zasięg.

## Historia
W połowie lat 60. XX wieku firma Piasecki opracowała konstrukcję śmigłowców Pathfinder I i II. Były to śmigłowce hybrydowe, których głównym celem było przetestowanie technologii umożliwiających zwiększenie maksymalnej prędkości śmigłowców. W tym samym okresie również inni amerykańscy producenci śmigłowców badali możliwości osiągania dużych prędkości przez tego typu konstrukcję. Powstały wówczas maszyny typu Bell 533, Kaman Compound Seasprite, Lockheed XH-51A Compound czy Sikorsky NH-3A. Ich cechą wspólną był sposób, w jaki osiągano zamierzony cel. Śmigłowce wyposażone były w dodatkowe płaty nośne po bokach kadłuba generujące dodatkową siłę nośną oraz dodatkowe źródło napędu wytwarzające poziomą siłę ciągu, najczęściej w postaci dodatkowego silnika odrzutowego. Dzięki tego typu modyfikacjom udało się osiągnąć prędkości w locie poziomym rzędu 400 km/h. Inną drogą poszła firma Piasecki. W swoich konstrukcjach Pathfinder I i II zastosowała podobnie jak inni producenci dodatkowe skrzydła montowane po bokach kadłuba, ale zrezygnowano z dodatkowego źródła napędu. Silnik śmigłowca napędzający wirnik główny napędzał również, tak jak to ma miejsce w klasycznych śmigłowcach, śmigło ogonowe, w tym przypadku otunelowane. Źródłem dodatkowego napędu był sposób ustawienia śmigła ogonowego – prostopadle do osi kadłuba maszyny. Do sterowania pochyleniem i odchyleniem maszyny służyły ruchome stery pionowe i poziome zainstalowane za śmigłem ogonowym, odchylające zaśmigłowy strumień powietrza zgodnie z wolą pilota. Cały zespół, otunelowane śmigło ogonowe wraz ze sterami zyskał nazwę ring-tall. Podobną zasadę uzyskania dużej prędkości postępowej wykorzystała firma Lockheed Corporation w swojej konstrukcji śmigłowca szturmowego Lockheed AH-56 Cheyenne. W AH-56 wykorzystano dwa śmigła ogonowe: jedno ustawione równolegle do belki ogonowej, spełniające rolę klasycznego śmigła kompensującego moment obrotowy kadłuba, a drugie na końcu belki, zamontowane prostopadle do osi kadłuba, pełniące rolę śmigła pchającego, umożliwiającego osiąganie w locie dużej prędkości maksymalnej.

## Projekt
Do technologii ring-tall firma Piasecki powróciła w latach 90. XX wieku. Dopracowany i udoskonalony mechanizm został nazwany Vectored Thrust Ducted Propeller (VTDP). Składał się on z otunelowanego, pięciołopatowego śmigła pchającego i krzyżowego usterzenia umieszczonego za śmigłem. Po prawej stronie obudowy śmigła (patrząc od tyłu), znajdowała się rozkładana, sferyczna osłona. W przypadku gdy śmigłowiec skręca w prawo, realizowane jest to przez zwykłe odchylenie steru kierunku w prawo. Inaczej sytuacja wygląda, gdy śmigłowiec skręca w lewo. W konstrukcjach amerykańskich śmigłowców wirnik główny obraca się w lewo, patrząc od góry, zatem kadłub ma tendencję do obracania się w prawo. Zatem skręt w lewo wymaga pokonania dużego momentu reakcyjnego wirnika i użycia dużo większej siły. Do tego właśnie służy odchylana sferyczna osłona, która będąc w pozycji wychylonej, zmienia kierunek wektora ciągu wytwarzanego przez śmigło i umożliwiająca skręt w lewo. Podczas tego manewru, osłona wspomagana jest dodatkowo przez maksymalne wychylenie w lewo steru kierunku. Umożliwia to skierowanie całego ciągu śmigła pchającego w lewo, a tym samym skręt maszyny. Ważną cechą całego układu VTDP była, zdaniem firmy Piasecki, możliwość zamontowania go na niemal każdym typie śmigłowca. 
Doświadczenia firmy Piasecki zainteresowały United States Navy. W październiku 2000 roku marynarka podpisała z wytwórnią kontrakt na opracowanie projektów wstępnych wyposażenia w układ VTDP maszyn AH-1W Cobra i Sikorsky SH-60 Seahawk. Pierwszym krokiem miało być opracowanie demonstratora technologii nowego śmigłowca. W tym celu US Navy dostarczyła firmie Piasecki śmigłowiec SH-60F (BuNo 163283), na bazie którego powstał prototyp, który otrzymał oznaczenie YSH-60F i nieoficjalną nazwę SpeedHawk. Zachowano oryginalną konstrukcję SH-60F wyposażając ją jednak w dodatkowe skrzydła po obydwu stronach kadłuba o rozpiętości 7,3 m (inne źródła podają 9 m) oraz wymieniono wirnik ogonowy zastępując go systemem VTDP o średnicy 2,44 m. Długość kadłuba wzrosła do 20,1 m, a masa startowa o około 726 kg. W maju 2003 roku zmieniono oznaczenie maszyny, dotychczasowe zastępując X-49A (numer rejestracyjny N40VT). W 2004 roku całość prac przejęła United States Army, która rozważała zastosowanie układu VTDP w śmigłowcach Sikorsky UH-60 Black Hawk i Boeing AH-64 Apache. Oblotu ukończonego prototypu dokonano 29 czerwca 2007 roku. W trwającym do lutego 2008 roku pierwszym, wstępnym etapie prac nad X-49A, zweryfikowano podstawowe osiągi, własności lotne, poziom redukcji drgań i obciążeń. W październiku tego samego roku ostatecznie zakończono pierwszą fazę badań. W tym czasie, maksymalna prędkość w locie poziomym, jaką osiągnięto, wynosiła 296 km/h, w płytkim locie nurkowym uzyskano 326 km/h. 16 października 2008 roku maszynę zaprezentowano po raz pierwszy publicznie. Drugi etap prac ma przynieść możliwość osiągnięcia w locie poziomym maksymalnej prędkości 370 km/h. Aby to osiągnąć, planowana jest instalacja dodatkowej jednostki napędowej w postaci silnika turbinowego Rolls-Royce (Alison) 250-C30 o mocy 600 KM, którego cała moc kierowana będzie tylko do śmigła ogonowego. Poprawiona zostanie aerodynamika konstrukcji, a dotychczasowy układ sterowania zastąpiony będzie systemem Fly-by-wire. W dalszej perspektywie, planując budowę wersji operacyjnej, planowane jest wydłużenie kadłuba o 1,14 m, zastosowanie chowanego podwozia oraz zmiana skrzydeł. Nowe płaty o ujemnym skosie mają zostać zamontowane na górnej części kadłuba. Dalsze prace uzależnione są od stopnia ich finansowania.
W styczniu 2013 roku, podlegające US Army centrum badań i rozwoju systemów lotniczych i rakietowych (AMRDEC – Aviation and Missile Research, Development, and Engineering Center), mieszczące się w Redstone Arsenal, zaprosiła do udziału w pierwszej fazie programu Joint Multi-Role (JMR – wspólna platforma wielozadaniowa) potencjalnych wykonawców do zgłaszania swoich projektów. Program JMR jest pilotażowym programem większego projektu Future Vertical Lift (FVL – przyszły transport pionowy). Jego celem jest zaprojektowanie i budowa maszyny pionowego startu i lądowania, która swoimi osiągami będzie znacznie przewyższać obecnie używane śmigłowce Sikorsky UH-60 Black Hawk, Boeing CH-47 Chinook i Boeing AH-64 Apache a w przyszłości jej wersje je zastąpią. Wśród zgłoszonych propozycji znalazła się konstrukcja firmy Piasecki, którą bazowała na prototypie X-49. Miał on dostać między innymi nowe, samolotowe skrzydła typu PA61-4 AWC (Advanced Winged Compound). 2 października 2013 roku projekt Piaseckiego odpadł z dalszej rywalizacji.